# Miyuki Takahashi
Miyuki Takahashi (高橋みゆき?, Takahashi Miyuki; Yamagata, 25 dicembre 1978) è una pallavolista giapponese.
Gioca nel ruolo di schiacciatrice nelle Queenseis Kariya.

## Carriera
La carriera da professionista di Miyuki Takahashi inizia nel 1997, con la maglia delle NEC Red Rockets. Già nella stagione 1999-00, Miyuki riesce a vincere il campionato giapponese. Al termine del campionato, viene convocata per la prima volta in nazionale. Nel 2001 con la nazionale vince la medaglia di bronzo al Montreux Volley Masters e partecipa alla Grand Champions Cup, dove viene premiata per il miglior servizio. Nella stagione 2002-03 vince nuovamente il campionato giapponese. Nell'estate del 2003 perde la finale del campionato asiatico e oceaniano, ma viene eletta miglior schiacciatrice della manifestazione. Un anno dopo vince la medaglia di bronzo al Trofeo Valle d'Aosta. Nella stagione 2004-05 vince il suo terzo campionato giapponese. Al World Grand Prix 2005 viene premiata come miglior realizzatrice, mentre al Campionato asiatico e oceaniano dello stesso anno vince la medaglia di bronzo.
Nella stagione 2005-06 viene ingaggiata dal Vicenza Volley in Italia, dove resta anche nella stagione successiva. Durante questo periodo, con la nazionale vince nuovamente la medaglia di bronzo al Trofeo Valle d'Aosta 2006 e vince il campionato asiatico e oceaniano 2007, venendo anche eletta MVP. Nel 2007 ritorna alle NEC Red Rockets, senza riuscire a rivincere il campionato giapponese. Partecipa alle Olimpiadi di Pechino 2008, al termine delle quali si ritira dalla nazionale giapponese. Al termine della stagione 2008-09 annuncia il suo ritiro dall'attività agonistica.
Nella stagione 2011-12 ritorna in campo, ingaggiata dalle Toyota Queenseis.

## Palmarès

### Club
- Campionato giapponese: 3

1999-00, 2002-03, 2004-05

### Nazionale (competizioni minori)
- Montreux Volley Masters 2001
- Trofeo Valle d'Aosta 2004
- Trofeo Valle d'Aosta 2006

### Premi individuali
- 2001 - Grand Champions Cup: Miglior servizio
- 2003 - Campionato asiatico e oceaniano: Miglior schiacciatrice
- 2005 - World Grand Prix: Miglior realizzatrice
- 2007 - Campionato asiatico e oceaniano: MVP